# 灰地順
灰地 順（はいち じゅん、1926年10月14日 - 2018年1月12日）は、日本の俳優である。本名は黒田 昌司。
広島県出身。旧制第六高等学校卒業。劇団仲間、劇団演劇座、中里事務所、プロモーション・プラスワンを経て、晩年はエ・ネスト所属。血液型はO型。

## 来歴・人物
はじめ、八田元夫演出研究所に入所（1949年）、演出家を志す。新協劇団、村山知義のすすめで、村山の作・演出『死んだ海』（1952年）で初舞台。以後舞台演出をつづけるとともに、映画『ひめゆりの塔』『真空地帯』『雲ながるるはてに』など、映画出演が続く。
劇団仲間所属の5年間を経て、劇団演劇座を創設（1961年）。『死者の時』『スクラップ』『爆裂弾記』『新版四谷怪談』『常陸坊海尊』（1968年度芸術祭大賞）『かさぶた式部考』など、井上光晴、花田清輝、秋元松代らの書き下ろし創作劇を相次いで上演、その主演や演出もつとめた。
『河、あの裏切りが重く』（ATG）『襤褸の旗』『動脈列島』『大地の子守歌』『曽根崎心中』など映画出演も多く、テレビドラマでは時代劇の悪役、現代劇においては当初は悪役・40歳代以降は圧倒的に刑事役が多かった。
ほかに、渡辺プロ、田中プロ、日大演劇科などの講師をつとめ、多くの若手俳優の育成に当たった。生徒には江藤潤、石田えり、山咲千里、松本明子、若村麻由美、森口博子、谷英美らがいた。
小説家横山美智子とは親戚。
大林宣彦は郷土の後輩である。
特技は絵画、声楽、モダンダンス。絵画は、旧制第六高等学校を卒業した同窓有志による六彩会展を毎年開催していた。
2018年1月12日、うっ血性心不全のため死去。91歳没。

## 演技指導
- 劇団・演劇座創立
- 渡辺プロ、日大演劇科、田中プロなどで俳優新人養成の講師を務める
石田えり、若宮優子、新藤栄作、江藤潤、山咲千里、松本明子、桑江知子、森口博子、若村麻由美、谷英美、栗生二稲、その他を演技指導する。

## 出演

### テレビドラマ
- 東芝土曜劇場 / 死んだ男（1962年、THK）
- 松本清張シリーズ・黒の組曲 第13話「巻頭句の女」（1962年、NHK）
- 虹の劇場 / 尾道の灯（1962年、NET）
- 指名手配 第126話 - 第128話「通り魔」（1962年、NET）
- 松山家の人々（1962年、NTV）
- 隠密剣士シリーズ（TBS）
  - 隠密剣士
    - 第3部 忍法伊賀十忍 第10話「伊賀蝙蝠陣」 - 第13話「伊賀八門陣」（1963年） - 穴沢隼人
    - 第6部 続 風摩一族 第10話「忍者鬼頭坊」（1964年） -  瀬田左門
    - 第7部 忍法根来衆 第1話「隠形鬼眼法師」 - 第3話「忍法果し状」（1964年） -  倉井田孫十郎

  - 新隠密剣士 第1部 忍秘影一族 第3話「影銅斉の最期」 - 第5話「五郎坊火焔陣」、第8話「次郎坊分身術」（1965年） - 次郎坊
- 特別機動捜査隊（NET）
  - 第88話「追いつめられた狼」（1963年）
  - 第119話「満員電車」（1964年）
  - 第430話「明日からはひとり」（1970年）
  - 第691話「三船刑事死す」（1975年)
- 月曜日の男 第107話「一石二鳥」（1963年、TBS）
- 判決 第99話「偽装心中」（1964年、NET）
- 夜は新しく（1964年）
- 事件記者（NHK）
  - 第192話「裏切り」（1964年）
  - 第244話「虚報」（1965年）
- 第7の男 第11話「赤い醜聞」（1965年、CX）
- 七人の刑事 第2シーズン 第166話「雪」（1965年、TBS）
- 燃ゆる白虎隊（1965年、TBS）- 寒川源四郎
- 鉄道公安36号（1966年、NET）
  - 第135話「悲しき故郷」
  - 第183話「紅い復讐」
- 明治天皇（1966年）
- 人生の並木道（1966年）
- ライオン奥様劇場（CX）
  - 花の罪（1966年）
  - 女の坂道（1973年）
- ウルトラマン（TBS / 円谷プロ）
  - 第10話「謎の恐竜基地」（1966年） - 二階堂教授[2]
  - 第38話「宇宙船救助命令」（1967年） - 吉野隊員（宇宙ステーションV2）
- 三匹の侍 第4シリーズ（CX）
  - 第1話「吠えろ剣」（1966年） - 佐々木
  - 第18話「処刑」（1967年） - 菊枝
- マグマ大使 第33話「恐怖の怪虫ピドラ」 - 第39話「怪獣グラニア ただ今出現」（1967年） - 矢澤隊員
- 東京バイパス指令（1968年、NTV）
- 無用ノ介 第11話「月にうそぶく無用ノ介」（1969年、NTV）
- ゼロファイター 第1話「戦斗隊形を崩すな」 - 第12話「帰投不能 我、自爆す!」（1969年、CX）
- 火曜日の女シリーズ （NTV）
  - 人喰い（1970年、東宝）- 小川刑事
  - ある朝、突然に…（1972年、東宝）- 山下刑事
- 土曜日の女シリーズ（NTV）
  - 闇に浮かぶ微笑み（1973年）
- 怪奇ロマン劇場 第21回「眼」（1969年、NET）
- 日本任侠伝 第2シリーズ 第3話「清水の小政」（1969年、NET）
- 夫よ男よ強くなれ 第18話「あなたに賭けたわ!!」（1970年、NET）
- 細うで繁盛記（1970年、YTV）
- 鬼平犯科帳（NET / 東宝）
  - 第1シリーズ 第21話「浅草御厩河岸」（1970年）‐ 彦造
  - 第1シリーズ 第49話「神田明神裏」（1970年）- 豊島屋
  - 第2シリーズ 第21話「あいびき」（1972年） - 疾風の陣内
- 人形佐七捕物帳 第8話「飾り羽子板三人娘」（1971年、NET） - 番頭清兵衛
- 天皇の世紀 第一部 第4話「地熱」、第5話「大獄」（1971年、ABC）
- レッツ・ゴー・ミュンヘン! 第4話「狼との対決」（1971年、12ch） - 刑事
- 荒野の素浪人シリーズ（NET）
  - 荒野の素浪人 第21話「激闘 竜神峡の反乱」（1972年） - 斉村万造
  - 新・荒野の素浪人 第31話「賞金稼ぎ」（1974年）
- 変身忍者 嵐 第26話「死ぬか嵐! 恐怖のスフィンクス!!」、第27話「妖怪! 毒ぐもタランチュラ!!」（1972年） - 忍兵衛
- ワイルド7 第12話「悪魔のライダー」（1972年、NTV） - 風間神父
- 遠山の金さん捕物帳 第131話「白州で歌った男]（1973年、NET / 東映）
- 魔人ハンター ミツルギ 第3話「悪魔の呪いを破れ!」（1973年、CX / 国際放映） - 大伴山城主
- 剣客商売 第10話「嘘とまことの間」（1973年、CX） - 松村左馬之助
- 太陽にほえろ!（NTV / 東宝）
  - 第51話「危険を盗んだ女」（1973年） - 松尾俊夫
  - 第106話「着陸地点なし!」（1974年） - セスナ操縦士※欠番作品
  - 第134話「正義」（1975年） - 本庁刑事
  - 第181話「壁」（1976年） - 判事
  - 第277話「身代り」（1977年） - 小森七郎
  - 第295話「二つの顔の男」（1978年） - 木崎商事社員
  - 第343話「希望のサンバ」（1979年） - ボクシングジム会長
  - 第372話「最後の審判」（1979年） - 津村大造（レフェリー）
  - 第418話「ルポライター」（1980年） - 山王出版編集長
  - 第438話「取調室」（1980年） - 弁護士
  - 第453話「俺を撃て! 山さん」（1981年） - 本庁の刑事
  - 第468話「殴られたスニーカー」（1981年） - 宮西部長
  - 第504話「バイオレンス」（1982年） - 川島署刑事
  - 第547話「ドックの恋愛術」（1983年） - パートナーセンター所長
  - 第688話「ホノルル・大誘拐」（1986年） - 若葉ホーム所長
- イナズマン 第12話「母の仇バンバ対イナズマン」（1973年、NET） - アクマバンバラ人間態
- 水滸伝 第24話「北京の麒麟児」（1973年、NTV） - 燕青
- 伝七捕物帳（NTV）
  - 第4話「花のお江戸のうらみ節」（1973年） - 山ぼら
  - 第55話「孝心 涙のさばき」（1975年） - 半兵衛
  - 第86話「返す十手に情けの涙」(1975年) - 筆頭与力
  - 第117話「紫房の十手が許さねえ!」（1976年） - 弥助
  - 第119話「罪の身代り子守唄」（1976年） - 検使与力
  - 第126話「江戸に入った賞金稼ぎ」（1977年） - 佐兵衛
  - 第139話「とんだ火の粉の後始末」（1977年） - 佐々木英之助
  - 第154話「狙われた赤ン坊」（1977年） - 柳島主膳
- 昼と夜の巡礼（1974年）
- ご存知遠山の金さん 第39話「鳥になった男」（1974年、NET / 東映）
- 仮面ライダーX（1974年、MBS / 東映） - 宮本大悟博士
  - 第15話「ゴッド秘密基地! Xライダー潜入す!!」
  - 第16話「逆襲アポロガイスト! Xライダー危うし!!」
  - 第21話「アポロガイスト 最後の総攻撃!!」
- プレイガールシリーズ （12ch / 東映）
  - プレイガール 第270話「女の武器は濡れた肌」（1974年） - 川本
  - プレイガールQ  第34話「恐怖のタレント失踪事件」（1975年） -  溝口
- 大盗賊 第12話「鬼面をはがせ!」（1974年、CX）
- 鞍馬天狗（1974年 - 1975年、NTV）
- 大江戸捜査網（12ch→TX / 三船プロ→ヴァンフィル→G・カンパニー）
  - 第134話「夢に賭けた大泥棒」（1974年） - 村松三十郎
  - 第154話「血染の蛇の目傘」（1974年） - 西田主水
  - 第177話「恐怖の訪問者」（1975年） - 北町奉行所同心
  - 第216話「音次郎心中未遂」（1975年） - 同心
  - 第258話「逆転 父と娘の絆」（1976年） - 北町奉行
  - 第308話「鉄火芸者 涙の勇み肌」（1977年） - 佐吉
  - 第319話「罪なき父娘の絶唱」（1977年） - 仙蔵
  - 第359話「哀しき盗っ人の恩返し」（1978年） - 中沢
  - 第392話「連続誘拐事件の謎」（1979年） - 唐津屋
  - 第404話「金塊の陰で泣く女」（1979年） - 秋田屋
  - 第416話「宿命に泣く父娘の再会」（1979年）
  - 第429話「大爆破を招く謎の贋小判」（1980年） - 藤本
  - 第441話「女隠密怒りの逆襲」（1980年） - 一色藩士
  - 第460話「女忍者傷だらけの復讐」（1980年） - 磯部義和
  - 第483話「遊女が見た幸せの夢」（1981年） - 大塚
  - 第543話「お市乱れ花 三味線殺法」（1982年） - 西國屋
  - 第577話「妖花一輪 男殺しの手毬歌」（1983年） - 町奉行
  - 第616話「嘘か誠か? 花嫁の赤い疑惑」（1983年） - 佐伯
  - 第638話「泣き笑い清次郎隠し子騒動」（1984年） - 木暮源之進
  - 新 大江戸捜査網 第18話「おんな牢しのび肌」（1984年） - 吉兵衛
  - 平成版 第2シリーズ（1991年）
    - 第1話「五万両の謎 やわ肌いれずみ秘帳」 - 唐津屋
    - 第7話「闇に消えた逃亡者」 - お紺の父
- 破れ傘刀舟悪人狩り（NET）
  - 第13話「闇の黒幕」（1974年） - 同心
  - 第44話「青春の挽歌」（1975年） - 井上
  - 第104話「天保やっちゃば秘録」（1976年） - 源七
- ご存じ金さん捕物帳 第18話「謎の煙提灯」（1975年、NET）
- 銭形平次（CX）
  - 第461話「佐渡の恋唄」（1975年） - 富造
  - 第497話「蟻地獄」（1975年）　- 清次郎
  - 第528話「怪盗ざんげ」（1976年） - 加平
  - 第572話「むささび小僧」（1977年） - 松五郎
  - 俺たちの勲章 第4話「刑事くずれ」（1975年、NTV / 東宝） - 木更津署刑事課長
- 女の小箱（1975年）
- 愛の劇場（TBS）
  - 赤い殺意（1975年）
  - 妻の旅立ち（1984年）
- 影同心 第22話「無理が通って殺し節」（1975年、MBS / 東映） - 竹内兵部
- 鬼平犯科帳（丹波哲郎版） 第23話「盗人姉妹」（1975年、NET） -　宗助
- 男なら（1975年、NTV）
- 痛快!河内山宗俊 第17話「火と燃えよ恋のかよい路」（1976年、CX）
- 非情のライセンス 第2シリーズ （1976年、NET / 東映）
  - 第77話「兇悪の終着駅」 - 佐伯照三
  - 第98話「兇悪の女将」 - 吉本
- 子連れ狼 第三部 第11話「大五郎しあわせ花」（1976年、NTV）
- 隠し目付参上 第16話「怪談 濡れた死美女はすすり泣いたか」（1976年、MBS / 三船プロ） - 水田
- 江戸の旋風シリーズ（CX / 東宝）
  - 江戸の旋風II（1976年）
    - 第16話「幽霊の影」
    - 第29話「駆け出し同心」

  - 江戸の旋風III 第16話「生き返った十手」（1977年）
  - 同心部屋御用帳 江戸の旋風IV 第6話「父ありき」（1978年）
  - 新・江戸の旋風 第2話「山吹色は悪の色」（1980年） - 吉田
- 赤いシリーズ（TBS）
  - 赤い運命 第24話「今、新たな運命の時」（1976年） - 岩上典行
  - 赤い衝撃（1976年） - 木浦
  - 赤い激流（1977年）
  - 赤い激突（1978年）
- 人魚亭異聞 無法街の素浪人 第3話「一発勝負 殺しの切札」（1976年、NET） - 役人
- 冬の旅（1976年）
- 愛と憎しみの宴（1976年）
- TOKYO DETECTIVE 二人の事件簿（1976年、ABC）
- 華麗なる刑事 第11話「たった一人の斗い」（1977年、CX / 東宝） - 家を買った男
- 新・必殺仕置人（1977年、ABC / 松竹）
  - 第1話「問答無用」 - 第3話「現金無用」 - 嘉平
  - 第26話「抜穴無用」 - お月見坊主・月峰
- 俺たちの朝 第24話「夢と下着ともういやッ!!」（1977年、NTV） - 藤沢南署刑事
- 桃太郎侍（NTV）
  - 第56話「夜空に飛んだ流れ星」（1977年） - 辻川兵馬
  - 第118話「江戸っ子娘に春が来た」（1979年） - 蝮の菊次
  - 第146話「死を招いた勘違い」（1979年） - 佐貫屋三右衛門
  - 第167話「飛んで火に入る仇討娘」（1979年） - 伊那屋番頭
  - 第201話「当たるも八卦当たらぬも八卦」（1980年） - 六兵衛
- 水戸黄門 （TBS / C.A.L）
  - 第8部 第19話「人情灘の生一本 -兵庫-」（1977年11月21日） - 富蔵
  - 第11部 第6話「奇祭・化け物まつりの対決 -鶴岡-」（1980年9月22日） - 伊兵衛
  - 第13部 第5話「ドジな息子の泥棒修業 -清水-」（1982年11月15日） - 直蔵
- 達磨大助事件帳（1978年、ANB / 前進座 / 国際放映） - 田島
  - 第21話「還って来た幸福」
  - 第24話「愛情の架け橋」
- 大追跡 第1話「ハイエナが集まった」（1978年、NTV / 東宝）
- 花ぼうろう（1978年）
- 白い荒野（1978年、TBS）
- 忘れがたき日々（1978年、KTV）
- 若さま侍捕物帳 第11話「参上!! 恐怖の妖刀」（1978年、ANB） - 辰吉
- 西遊記 第3話「三兄弟・天竺への誓い」（1978年、NTV / 国際放映） - 高才
- 疾風同心 第19話「恋を逆手の悪い奴」（1979年） - 鉄蔵
- あさひが丘の大統領 第6話「保健室のベッドで何があったか!?」（1979年、NTV）
- 恐竜戦隊コセイドン 第37話「時空間シンジケート 黒いココナツ」（1979年） - 黒岩博士
- 細腕一代記（1979年、YTV）
- 江戸を斬るシリーズ（TBS / C.A.L）
  - 江戸を斬るIV 第11話「娘軽業師危機一髪」（1979年） - 吉兵衛
  - 江戸を斬るVI 第19話「我が子を捕えた御用旅」（1981年） - 伊八
- そば屋梅吉捕物帳 第12話「炎と燃える十手花」（1979年、12ch / 国際放映） - 堀田日向守 役
- Gメン'75（TBS / 東映）
  - 第236話「国会議員宿舎の連続強盗事件」（1979年） - 大村刑事
  - 第281話「夜歩く魔物の花嫁」（1980年） - 黒谷署鑑識課長
- 大捜査線 第4話「傷ついた野獣」（1980年、CX）
- ぼくら野球探偵団 第5話「赤マントは宇宙人? UFO現る」（1980年、12ch / 円谷プロ） - 香倉岩雄
- 猿飛佐助 第7話「とべ! 埋蔵金作戦」（1980年、NTV） - 衣笠庄兵衛
- 斬り捨て御免! 第17話「涙に曇る江戸の空」（1980年、12ch） - 松山主税
- 特命刑事 第5話「小さな亡命者」（1980年、NTV / 東映） - 警察庁外事局幹部
- 旅がらす事件帖 第2話「明日は何処のみだれ雲」（1980年、KTV） - 戸田内膳正
- 新五捕物帳（NTV）
  - 第125話「袋小路の男」（1980年）
  - 第166話「はかなき百両の恋」（1981年）
- とんでますえ（1980年）
- やらいでか!（1980年）
- 吉宗評判記 暴れん坊将軍 第143話「俺は天下の鼻つまみ」（1981年、ANB）- 高見沢監物
- 長七郎天下ご免!（1981年、ANB / 東映）
  - 第57話「米なき里の豊年踊り」 - 戸田
  - 第80話「裏切り、花街なみだ糸」 - 山城屋九郎兵衛
- ザ・ハングマンシリーズ（ABC / 松竹芸能）
  - ザ・ハングマン 第24話「ハレンチ検事は被告席で泣け」（1981年） - 多田刑事
  - ザ・ハングマン4 第11話「銃撃戦が生中継される!」（1984年） - 松本
- 時代劇スペシャル（CX）
  - 怪盗鼠小僧といれずみ判官（1981年）
  - 女盗賊忍び舞い」（1983年、東宝） - 結城屋佐兵衛
  - 裏切りの報酬（1983年）
- 闇を斬れ 第7話「女色男色乱れ僧」（1981年、KTV / 松竹） - 鳴海屋
- 幻之介世直し帖 第5話「はやぶさ剣法罠を斬れ」（1981年、NTV） - 近江屋清右衛門
- 同心暁蘭之介 第7話「折り鶴が飛んだ」（1981年、CX）
- 特捜最前線 第230話「ストリップスキャンダル!」（1981年、ANB / 東映）
- ひまわりの歌（TBS）
  - 第1話（1981年）
  - 第27話（1982年）
- 鬼平犯科帳 第3シリーズ 第3話「霧の朝」（1982年、ANB） - 岡っ引の又七
- 大岡越前（TBS / C.A.L）
  - 第6部 第20話「死を賭けた潜入」（1982年7月19日） - 権次
  - 第7部 第25話「命を賭けた御用旅」（1983年10月10日） - 又七
- 文吾捕物帳 第20話「嵐に揺れる母子草」（1982年、ANB / 三船プロ）
- 赤い関係（1982年、TBS）
- 噂の刑事トミーとマツ 第2シリーズ 第24話「行け猿島へ! モジャ課長死のピンチ」（1982年、TBS / 大映テレビ） - 松宮
- イエスとノンの物語（1982年、CX / THK）
- 積木くずし 〜親と子の200日戦争〜（1983年、TBS） - 三枝子の主治医
- おゆう（1983年）
- 愛と悲しみの絆（1983年）
- 漂流家族（1983年）
- 大奥 第31話「暴かれた禁男の園」（1983年、KTV / 東映） - 後藤縫殿助
- 火曜サスペンス劇場（NTV）
  - 冷ややかな情死（1984年、国際放映） - 荒川刑事
  - 奥能登殺人遊戯（1985年）
  - 鉄の串（1986年9月、映像プロデュース） - 医師
  - 1990年六月の花嫁シリーズ3・入籍（1990年）
  - 警部補 佃次郎（テレパック）
    - 第4作「仮説の行方」（1997年） - 鏑木院長
    - 第9作「妻たちの真実」（1999年）
- 長七郎江戸日記 第1シリーズ 第26話「左平次が打首になる日」（1984年、NTV） - 北沢左十郎
- わたしの姑ばなれ（1984年、THK）
- 飛鳥の里（1984年）
- 鉄砲伝来（1984年）
- 昨日、悲別で（1984年、NTV）
- 少女に何が起ったか 第4話「こわい北海道旅行」（1985年、TBS / 大映テレビ） - 抜海駅駅長
- 人食い（1985年）
- 軽井沢夫人（1985年）
- 誇りの報酬 第19話「芹沢刑事・怒りの追跡」（1986年） - 交番巡査
- あぶない刑事 第13話「追跡」（1986年、NTV） - 松山署刑事課長
- 通り過ぎた駅（1986年）
- 森村誠一サスペンス「虫の息」（1987年、KTV）
- ジャングル（1987年、NTV）
- 銭形平次 第19話「惚れた一念」（1987年）
- 密告（1987年）
- ふみ絵（1988年）
- 東北四大祭殺人事件（1988年）
- 阿寒湖マリモ殺人事件（1988年）
- 鬼平犯科帳（CX）
  - 第1シリーズ 第22話「金太郎そば」（1990年） - 善助
  - 第7シリーズ 第5話「礼金二百両」（1997年）
- 心中の構図（1989年）
- 刑事貴族 第5話「その時、天使がささやいた」（1990年5月25日、NTV / 東宝）
- 星に願いを（1990年）
- 魔性の轟き（1990年）
- 狙われた花嫁（1990年）
- 佐渡越後路ツアー殺人事件（1990年）
- 上諏訪殺人ルート（1990年）
- 虹が出た!（1991年）
- 華の誓い（1991年）
- 世にも奇妙な物語（1991年）
- 珠玉の女（1992年）
- さすらい刑事旅情編IV 第23話「湯煙り上越新幹線・白鳥を待つ女」（1992年、ANB）
- 秋の特選サスペンス「湖畔亭」 （1992年9月、KTV）
- 喧嘩屋右近 第1シリーズ 第3話「美女救出!江戸城大奥に潜入せよ」（1992年10月、TX / 松竹）
- お助け同心が行く! 第3話「黒天狗現る!」（1993年、TX） - 五兵衛
- ドラマ30「命ささえて」（1993年10月 - 11月放送、MBS）
- 江戸中町奉行所（TX / 松竹）
- 殿さま風来坊隠れ旅 第12話「二人の夫を持つ女」（1994年、ANB）
- 花のれん（1995年）
- 雲霧仁左衛門（1995年）
- 付き馬屋おえん事件帳 第3シリーズ 第3話「吉原水鏡、涙のおいらん道中」（1995年、TX / 松竹） - 兼松屋
- 宝引の辰捕物帖（1995年）
- 氷点（1997年、ANB）
- 弁護士芸者のお座敷事件簿（1998年）
- 新・天までとどけ（1999年、TBS）
- 宮本武蔵（2000年）
- 弁護士 朝吹里矢子（2001年）
- 救急救命士・牧田さおり（2001年） - 富岡善次
- 昆虫巡査（2002年）
- いなか刑事・伊原泰三の退職捜査日誌（2003年）
- ゴミは殺しを知っている（2003年）
- 信濃のコロンボ事件ファイル 戸隠伝説殺人事件（2003年） - 石原隆二
- 日常恐怖劇場（2003年）
- 外科医零子3（2004年） - 高木教諭
- 火の粉（2004年）
- 水曜ミステリー9（TX）
  - さすらい署長 風間昭平 第3作「えちご恋人岬殺人事件」（2005年） - 矢崎
- 中年スタントマンの推理ロケ（2005年）
- 地獄坂の殺人（2005年）
- 女王蜂（2006年）

### 映画
- ひめゆりの塔（1953年 東映）
- 真空地帯（1953年）
- 雲ながるる果てに（1953年）
- 日の果て（1954年）
- 怒りの孤島（1958年）
- 消されるのはごめんだ（1960年）
- 河、あの裏切りが重く（1967年）
- 首（1968年、東宝）
- 出所祝い（1971年）
- 動脈列島（1975年 東京映画）
- 大地の子守歌（1976年）
- 曽根崎心中（1978年 ATG）
- 翼は心につけて（1978年）
- 赤いテンギ（1979年）
- 人魚伝説（1983年）
- 小説吉田学校（1983年）
- ドグラ・マグラ（1988年）
- 泣きぼくろ（1991年）
- ドラッグストア・ガール（2003年）
- ロシア映画「太陽」（2004年 スローラーナー）
- 弐の珠「自販機の女」（2004年 衛星劇場）
- 『タマテバコ』（2015年 Tick Tack Movie : YouTube）

### 舞台
- 死んだ海（1952年 新協劇団）
- 真夜中の港（1953年 新協劇団）
- 冬の旅（1954年 新協劇団）
- 春近き冬の頃（1954年 青俳）
- 歴程（1955年 演出研究所）
- 俺たちは天使じゃない（1955年 劇団仲間）
- 十二夜（1958年 劇団仲間）
- 支那の長城（1959年 劇団仲間）
- 花咲く港（1959年 劇団仲間）
- 松川事件（1960年 劇団仲間）
- 死者の時（1961年 演劇座）
- スクラップ（1962年 演劇座）
- 爆裂弾記（1963年 演劇座）
- 五十年目の太陽（1963年）
- 新版 四谷怪談（1964年）
- 看視の眼（1964年）
- 就職試験（1965年）
- 迷路（1965年）
- まぐたらの女（1966年 演劇座）
- 地の群れ（1967年 演劇座）
- 常陸坊海尊(1967年 演劇座）
- 常陸坊海尊：再演（1968年 演劇座）
- 爆裂弾記：再演（1968年 演劇座）
- 泥棒論語 （1968年 演劇座）
- かさぶた式部考（1969年 演劇座）
- 映画に出たい（1989年 演劇座）
- とうめいなすいさいが- 鯉のぼり伝説 -（1999年 演劇座）
- 抜け穴の首
- 濹東綺譚（2006年 朗読）
- 帰ってきた男（2007年 朗読）
- 小僧の神様（2007年 朗読）
- 花咲き山（2007年 朗読）
- 母の死と新しい母（2008年 朗読）
- 雨月物語（2008年 朗読）
- 『娑婆に脱帽』（2013年 第1回エ・ネスト&文化シヤッター提携公演）
- 『青と緑と茶色のおはなし』（2013年 ぼっこの会 10周年記念公演）
- センセイの鞄（2013年 朗読劇 アローン・シアター）
- 『人生・おきあがりこぼし』（2014年 三越劇場 エ・ネステ）
- 雨月物語より『菊花の約』（2015年 演読 紀尾井町サロンホール主催シリーズ）

### 吹き替え
- デンジャー・ポイント（1975年、日本テレビ） - ファン・ゲルダー警部（パトリック・アレン）
- 刑事コロンボ 策謀の結末（1979年、NHK） - ヴィンセント・ポーリー（アルバート・ポールセン）